# Daruma (lalka)

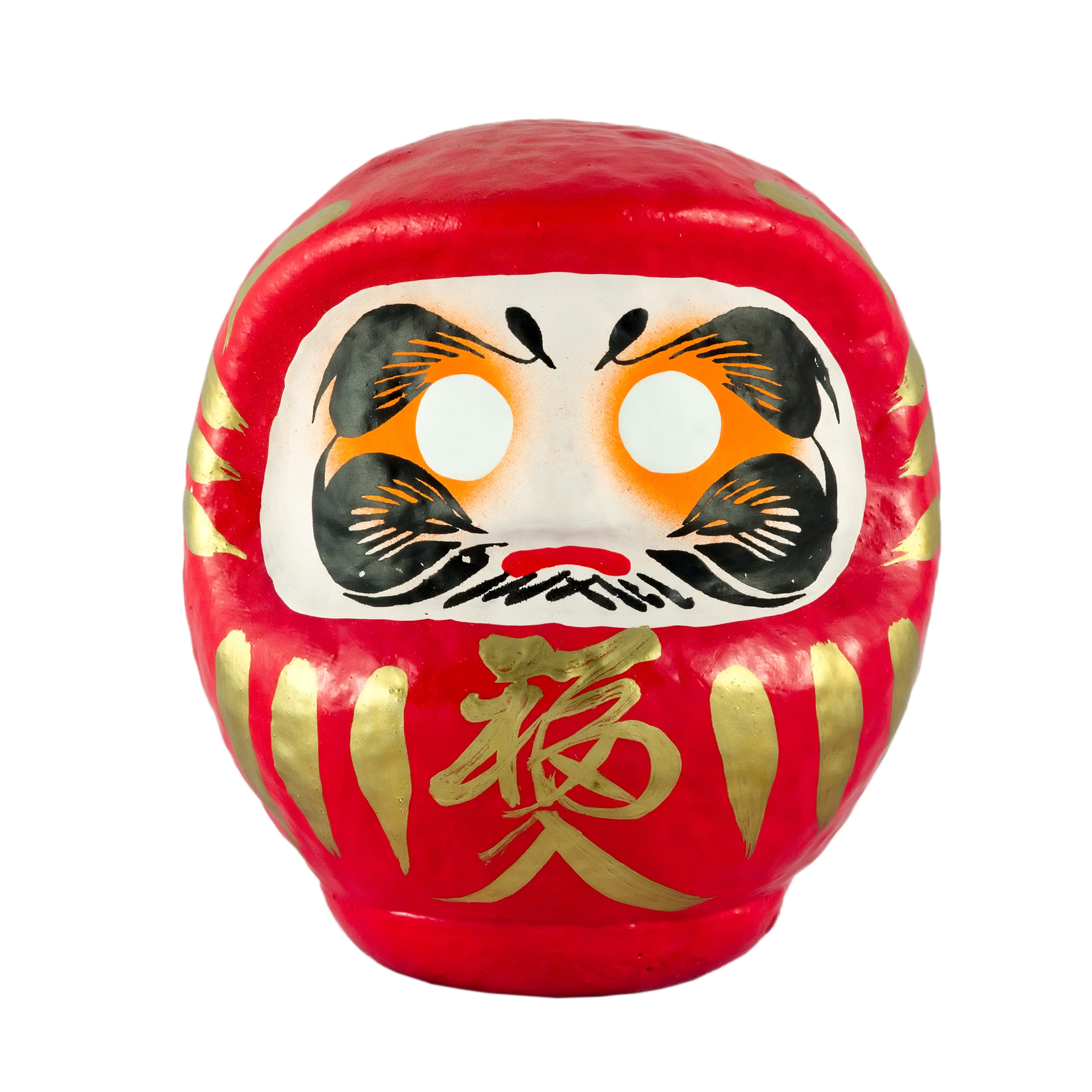
Daruma (napis na brzuchu fuku-iri to „zaproszenie szczęścia”)

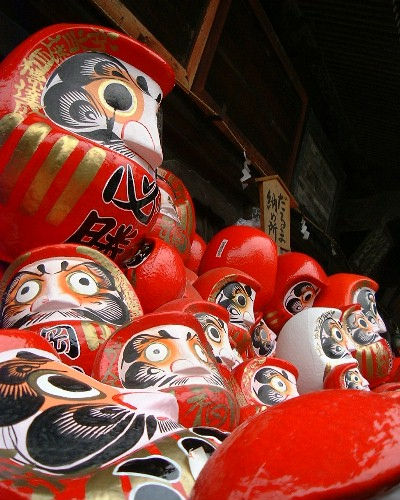
Lalki daruma w świątyni Shōrinzan Daruma-ji, prefektura Gunma

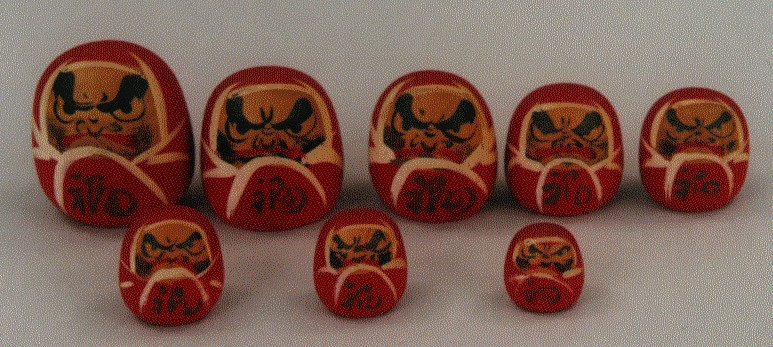
Komplet laleczek przedstawiających Darumę, Japonia, II poł. XX wieku, Muzeum Azji i Pacyfiku w Warszawie

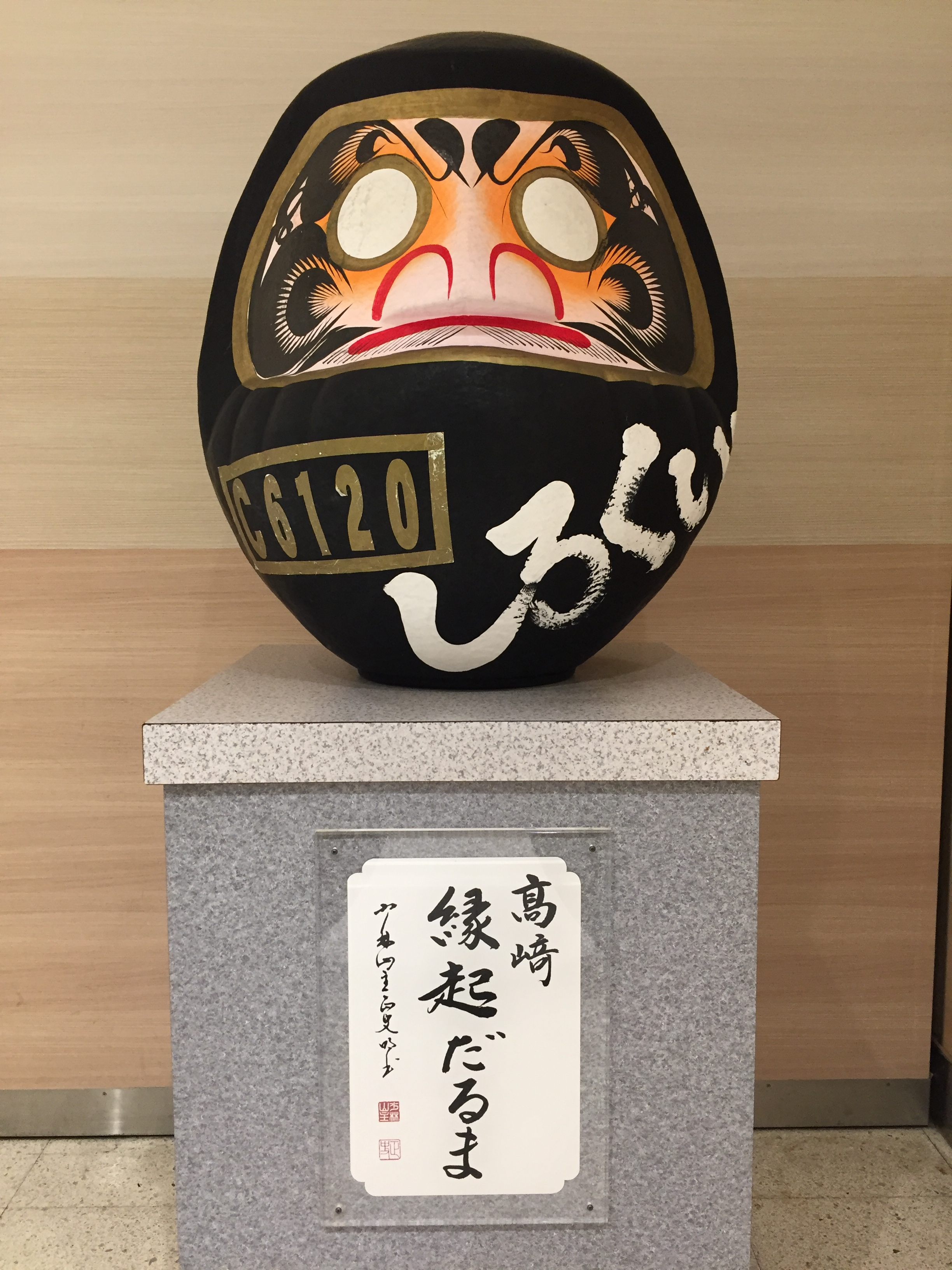
Czarny Daruma na stacji Takasaki

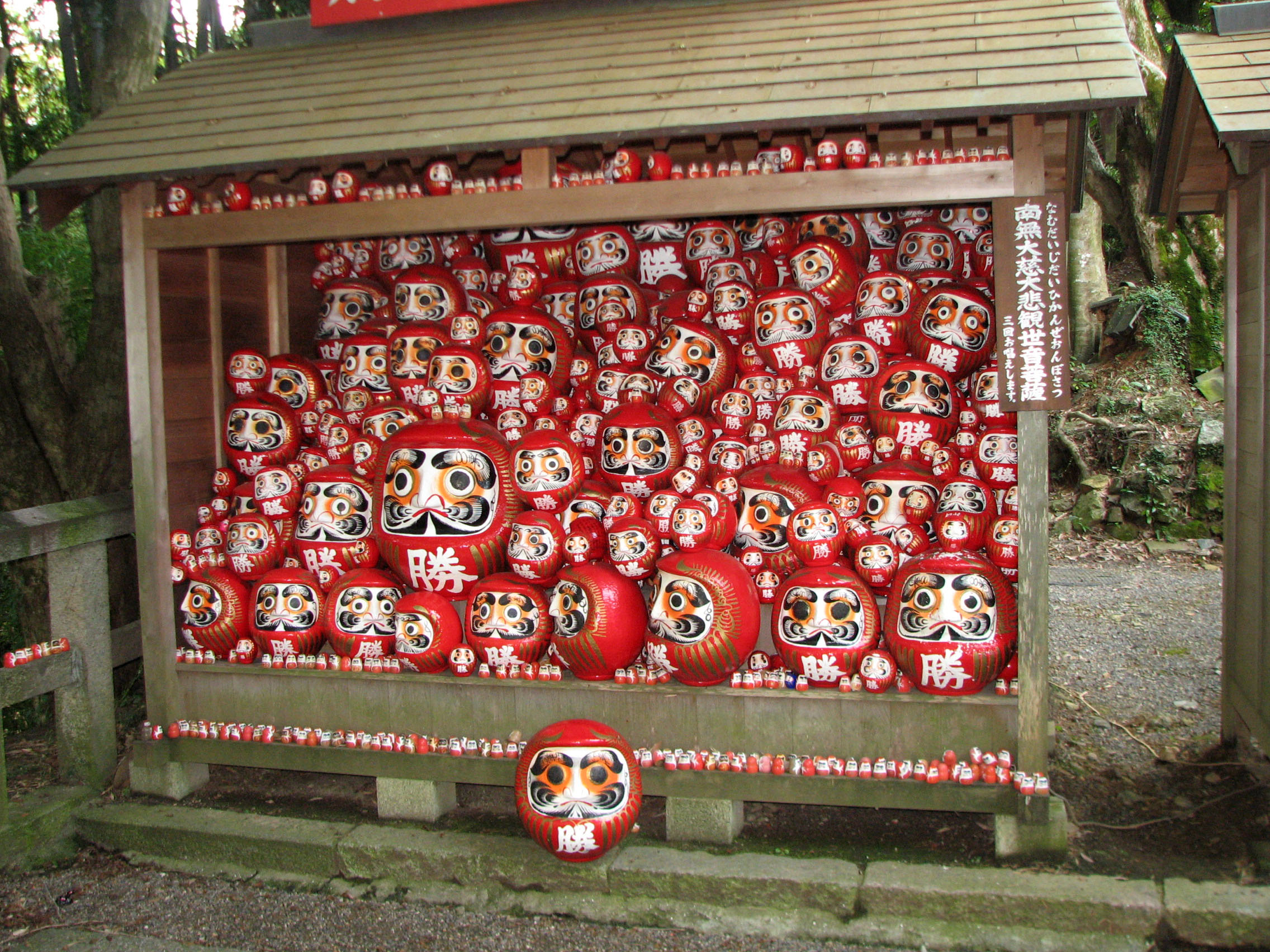
Darumy, które spełniły życzenia, oddane w świątyni Katsuo-ji

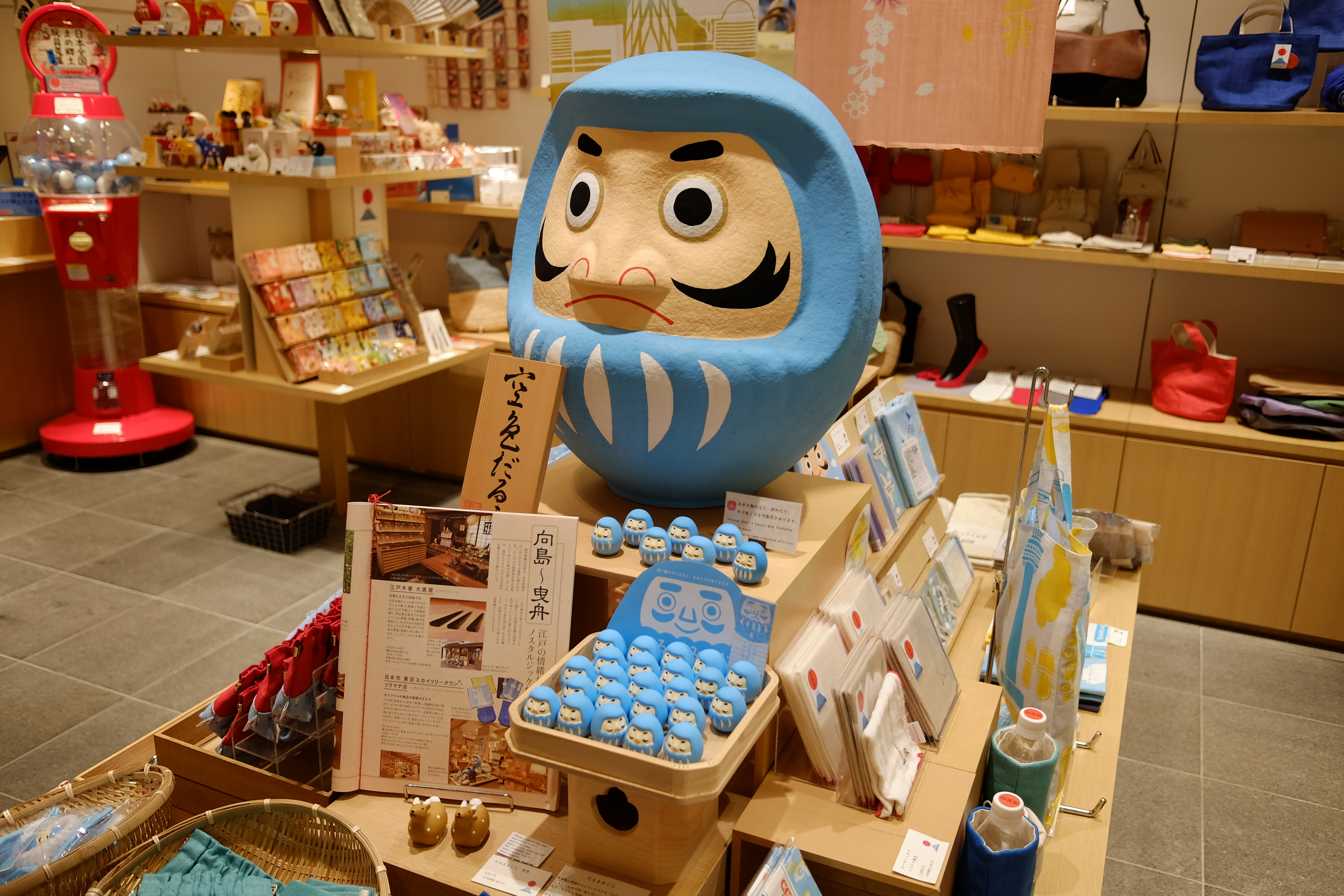
Daruma niebieski

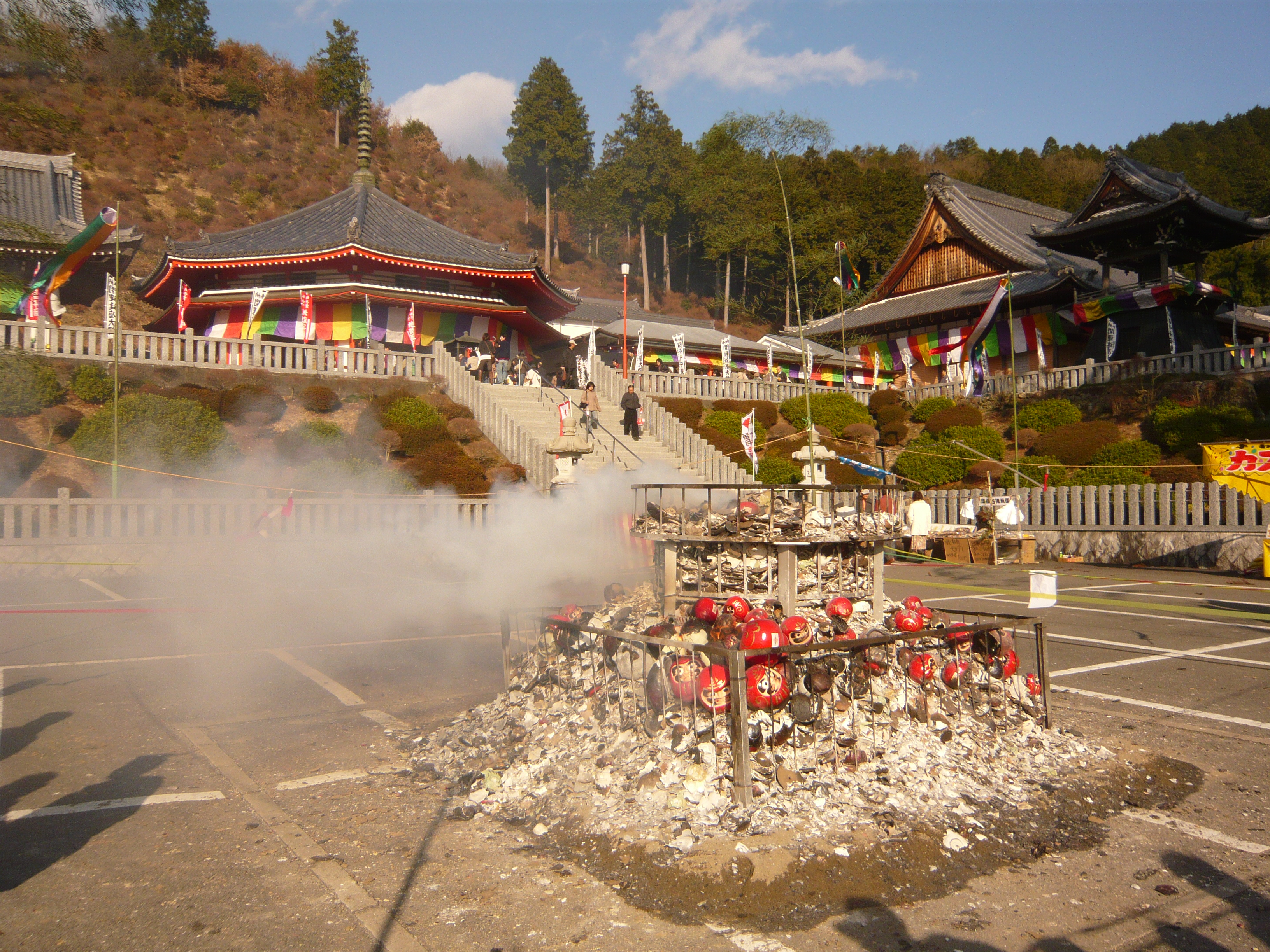
Spalanie lalek w świątyni Dairyū-ji w Gifu

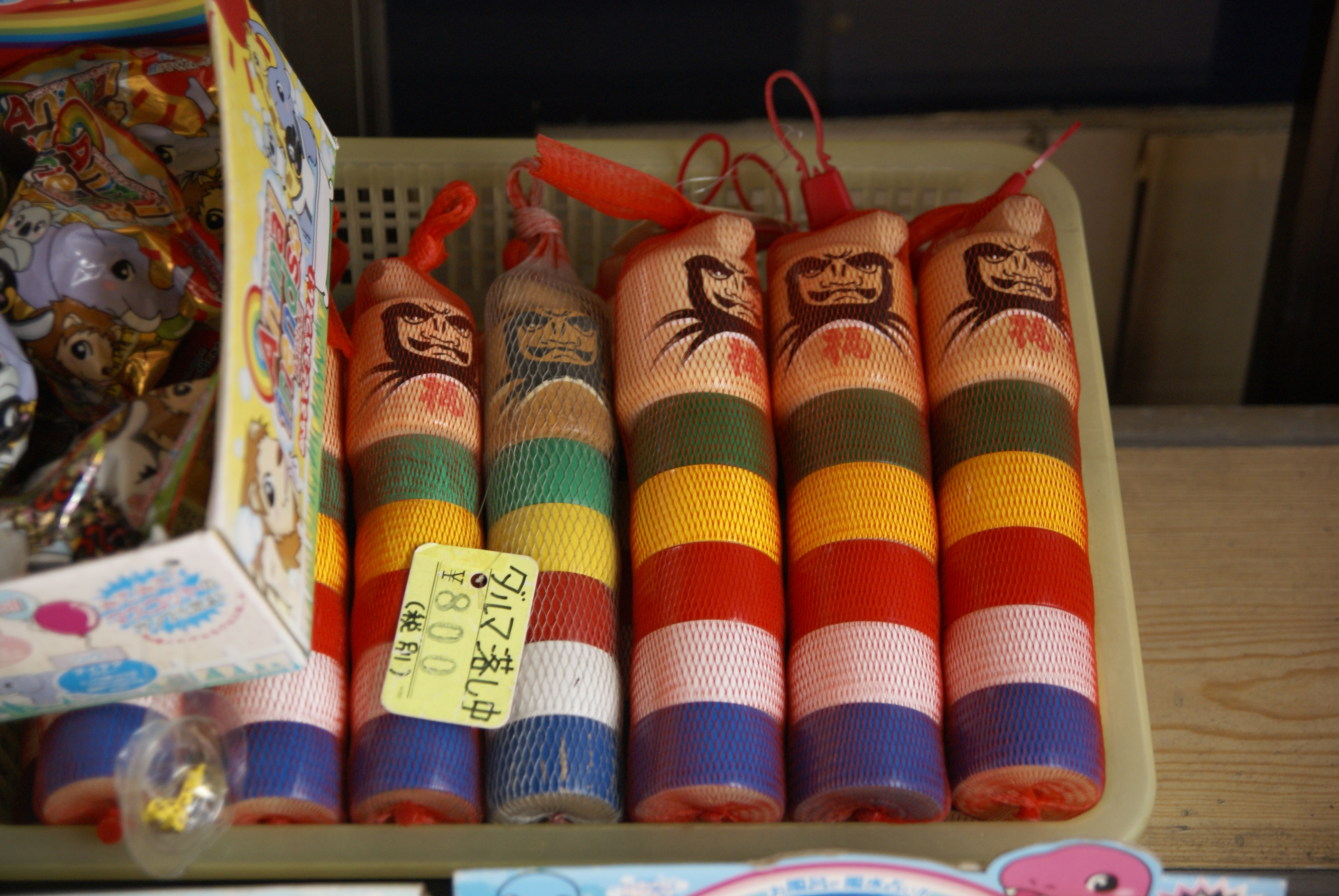
Daruma-otoshi

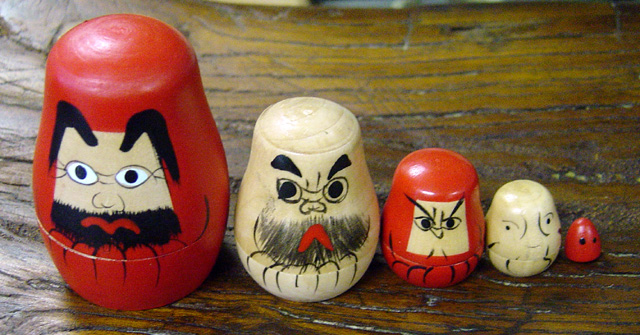
Daruma-matrioszka

Daruma (jap. 達磨; lub hiragana だるま) – lalka Darumy lub Dharmy, daruma; nazwa tradycyjnej, japońskiej lalki, pustej w środku, okrągłej, bez kończyn, tworzonej przeważnie w postaci okiagari-koboshi, czyli „wańki-wstańki”.

## Opis
Lalka jest wzorowana na Bodhidharmie, założycielu buddyzmu zen. Może być różnej wielkości, o owalnym kształcie, zazwyczaj czerwona. Przedstawia brodatego mężczyznę. Ma znaczenie symboliczne, jest talizmanem szczęścia.
Pękate figurki przedstawiają postać Darumy w sposób karykaturalny, choć zgodny z krążącymi o nim legendami – a zatem bez rąk i nóg, które wskutek wieloletniej medytacji zanikły, o wielkich oczach (bez źrenic, z jedną lub dwiema), osadzonymi w wielkiej, zarośniętej czarną brodą i krzaczastymi brwiami twarzy, która wypełnia blisko połowę owalnego korpusu lalki. Kształt głowy i rysy twarzy lalki naśladują wizerunki tego mnicha, pierwszego patriarchy zen, znanego z obrazów, najczęściej malowanych tuszem.
Zawzięty wyraz twarzy lalki wyraża determinację, wolę pokonywania trudności, ale również poświęcenie, dyscyplinę i cierpliwość. Postać ta kojarzy się ponadto z długim życiem, dobrym zdrowiem, szczęściem i pomyślnością. Puste spojrzenie Darumy (bez źrenic) w postaci białych kół ma odwzorowywać legendę o usunięciu przez medytującego własnych powiek. Inna teoria głosi, że w przeszłości ci, którzy chcieli, aby bóg zamieszkujący w lalce pomógł im w osiągnięciu celów, ślubowali, że dadzą Darumie wzrok, jeśli bóg im pomoże.
Broda i brwi odtwarzające rysy twarzy Bodhidharmy nie służą jedynie estetyce. W rzeczywistości brwi mają kształt żurawi, a broda żółwi. Te dwa zwierzęta reprezentują długowieczność w kulturze japońskiej (podobnie jak w pozostałej części Azji Wschodniej), zgodnie z przysłowiem: „Żuraw żyje 1000 lat, żółw 10 000” (jap. Tsuru wa sennen, kame wa mannen).

## Daruma jako talizman
Lalki te kupuje się przeważnie z oczami bez namalowanych źrenic, „ślepą”, albowiem takie właśnie lalki, jeśli odpowiednio zostaną potraktowane – poprzez domalowanie źrenic – mają moc przynoszenia szczęścia. Najlepiej  uczynić to z nadejściem Nowego Roku, w dniu własnych urodzin lub w momencie podejmowania ważnej decyzji, czy zadania. Robią to nie tylko zwykli ludzie, ale także firmy.
Oczy lalki należy namalować, ale w ściśle określony sposób: jeśli chce się, aby spełnił się jakiś cel, jawne czy skryte marzenie, wyznacza się na najbliższy rok zadanie. Myśląc o nim maluje się lalce jedno oko (lewe). Namalowane oko lalki pozostaje zawsze otwarte i skupione na wyznaczonym celu. Gdy cel zostanie osiągnięty lub marzenie się spełni, domalowuje się lalce drugie oko. W ten sposób daruma uzyskuje wzrok.
Po wypełnieniu misji przez darumę lub najdalej po roku, stare lalki należy zanieść do świątyni, gdzie w ognisku rozpalonym na poświęconej ziemi zostaną uroczyście spalone, aby nie przyniosły niepowodzeń. Ceremonia ta nazywa się daruma-kuyō („ceremonia żałobna ku czci darumy”). Osamotniony właściciel kupuje natomiast inną, zazwyczaj większą darumę, aby dalej przynosiła mu szczęście.
Najczęstsze cele, jakie stawiają sobie Japończycy w kontekście z darumą, to zdanie egzaminów i znalezienie pracy. Z kolei handlowcy lubią wystawiać lalki daruma w swoich sklepach w charakterze talizmanów, przynoszących ich firmie sukcesy oraz przeganiających wszelkie niepowodzenia. Politycy na początku kampanii wyborczej też często kupują darumę, a jeśli odniosą sukces, wydają przyjęcie, na którym uroczyście domalowują darumie drugie oko.
Charakterystyczny kształt tych lalek powoduje, że znaczna część z nich jest wytwarzana jako „wańki-wstańki”. Obciążone u podstawy, ilekroć przewrócone, wracają do pozycji pionowej. Ta właśnie ich cecha zdaje się być najważniejsza, bowiem uważa się, że lalka taka ma moc pomagania swemu właścicielowi w przezwyciężaniu życiowych niepowodzeń, zgodnie z powiedzeniem: „Siedem razy upaść, osiem razy się podnieść”; „choćbyś siedem razy upadał, podnieś się po raz ósmy”; „nie poddawaj się niepowodzeniom” (jap. nana korobi ya oki).

## Kolory i interpretacje lalki
W okresie Edo Daruma był w Japonii uważany za świętego, który chronił przed ospą i innymi groźnymi chorobami zakaźnymi. Czerwona lalka przedstawiająca Darumę z groźną miną była wówczas uważana za dobry środek odpędzający takie choroby. Stąd też malowane szaty lalek daruma najczęściej występują w kolorze czerwonym. Nie jest to jednak regułą. Obecnie można spotkać lalki nie tylko pomalowane czterema innymi kolorami z pięciu głównych (jap. goshiki lub goshoku): niebieski, żółty, czerwony, biały, czarny, ale w o wielu więcej.
Kolor darumy należy wybrać zależnie od celu, jaki chce się osiągnąć. Można też kupić zestaw w kilku, wybranych kolorach. Są różne i każdemu z nich przypisywane są odmienne cechy, są też często w różny sposób interpretowane, w zależności m.in. od regionu kraju:
- czerwony kolor symbolizuje szczęście, powodzenie, zwycięstwo, długie życie i ochronę przed chorobami;
- białe darumy zapewniają czystość umysłu, przez co mogą pomagać w zdawaniu egzaminów. Nadają się także na prezent ślubny;
- niebieskie dają spokój i koncentrację, mają utrzymywać umysł w stanie ciągłego poszukiwania, a przez to mogą pomagać w nauce i pracy;
- żółte i złote przynoszą bezpieczeństwo, powodzenie, sukces i pieniądze;
- czarne zabezpieczają przed złem i złośliwymi demonami, przynoszą sukces w biznesie;
- srebrne to rosnący status społeczny;
- różowe sprzyjają miłości i romansom;
- pomarańczowe oznaczają sukcesy w szkole;
- zielone wpływają na zdrowie i dobrą kondycję[2].

Do produkcji lalek używana jest najczęściej masa z papier-mâché (tradycyjnie, spreparowany odpowiednio papier japoński washi, czy też zgodnie z obecną tendencją, pochodzący z recyklingu) lub rzeźbione w drewnie jako kokeshi. Szczególnych umiejętności wymaga malowanie rysów twarzy lalki, ponieważ każdy egzemplarz darumy powinien mieć swoją własną, odrębną osobowość. Rysy twarzy darumy sprawiają często wrażenie miny srogiej i zawziętej, czasami jednak przyjaznej i życzliwej. W zasadzie trudno spotkać dwie identycznie darumy. Mogą one być różnej wielkości.
Ceny lalek daruma wynoszą od kilkuset do kilkudziesięciu tysięcy jenów. Lalkę taką można nabyć w każdym japońskim sklepie z pamiątkami oraz w świątyniach w całej Japonii. Najpopularniejsze lalki daruma pochodzą ze świątyni Shōrinzan Daruma-ji w Takasaki (prefektura Gunma). Innym miejscem cieszącym się wielką popularnością i kilkusetletnią sławą jest targowisko lalek daruma w miejscowości Haijima blisko Hachiōji, na zachód od centrum Tokio. Wydarzeniem roku, przyciągającym ponad 100 tys. gości, są targi daruma organizowane w dniach 3–4 marca, w świątyni buddyjskiej Jindai-ji, usytuowanej w mieście Chōfu, należącym do aglomeracji tokijskiej.
Z biegiem czasu tradycja, historia, pochodzenie, kolory lalki zmieniały się, tworząc także wersje lokalne. Jedną z największych zmian było jej przekształcenie w wizerunek żeński. Powstały: hime-daruma („daruma księżniczka”), onna-daruma („daruma kobieta”). Interpretacje darumy ożywiły także pary: dziewczynka i chłopiec, czy Daruma jako Hello Kitty.
Proces tworzenia nowych interpretacji rozpoczął się już w okresie Edo, tuż po tym, jak lalka powstała. Następował wówczas wyraźny rozdział klas społecznych. Kupcy znajdowali się na dole drabiny, co skłoniło ich do stworzenia swego rodzaju mikrośrodowiska, w tym m.in. „przebrania” darumy w kobietę. Prawdopodobnie miało to na celu „wbijanie szpilek” klasie rządzącej, która przedstawiała Bodhidharmę jako męską, silną postać. Jego obrazy jako kobiety stały się relatywnie powszechne, stając się przedmiotem także satyrycznych skojarzeń. Zdolność darumy do wstawania bez względu na to, ile razy ktoś by go położył, była jednoznacznie kojarzona z prostytutkami i ich tendencją do robienia tego samego. Pojawiły się również falliczne przedstawienia Darumy.

## Daruma-otoshi
Daruma-otoshi to tradycyjna gra-zabawka składająca się z sześciu, nałożonych na siebie, części: głowy darumy, pięciu kolorowych krążków-pierścieni tworzących „tułów” lalki oraz młoteczka. Zabawa polega na wybijaniu od dołu kolejnych krążków przy pomocy drewnianego młoteczka tak, aby pozostałe części pozostawały na sobie.

## Yuki-daruma
Słowo yuki-daruma to po japońsku bałwan śniegowy.

## Daruma, kokeshi, matrioszka
Istnieje opinia, że rosyjska matrioszka powstała w XIX wieku wskutek inspiracji artystów japońskimi lalkami darumy i kokeshi. Żona znanego wówczas w Rosji przedsiębiorcy, mecenasa i konesera sztuki, Sawwy Mamontowa (1841–1918), przywiozła z Japonii m.in. figurkę jednego z siedmiorga bogów szczęścia, Fukurokuju, która zawierała w sobie pozostałych sześcioro.
Pierwszy rosyjski zestaw lalek został stworzony w 1890 roku przez snycerza i lalkarza Wasilija Zwiozdoczkina (1876–1956) i namalowany przez Siergieja Maliutina (1859–1937), który był malarzem ludowym w posiadłości Mamontowa – Abramcewo. Zestaw składał się z ośmiu lalek. Źródła różnią się opisami lalki, opisując ją jako okrągłą, pustą lalkę daruma, przedstawiającą łysego, starego mnicha buddyjskiego lub lalkę o charakterze kokeshi, zawierającą w sobie siedmioro bóstw szczęścia i powodzenia. Nazywana była też początkowo fukuruma (przeinaczenie Fukurokuju) lub honsiu od głównej wyspy Japonii. Żona Sawwy Mamontowa zaprezentowała rosyjskie lalki na paryskiej wystawie L’Exposition universelle de 1900 (lub L’Exposition de Paris 1900) w 1900 roku, gdzie zabawka zdobyła brązowy medal, a następnie szeroką popularność.